# Thraupis glaucocolpa
Thraupis glaucocolpa (лат.) — вид птиц из семейства танагровых. Видовое название glaucocolpa от др.-греч. glaukos — сине-серый, сизый, и др.-греч. kolpos — грудь и связано с окраской птицы. Встречаются в Колумбии и Венесуэле. Естественной средой обитания являются субтропические или тропические влажные низинные леса и сильно деградировавшие бывшие леса. Подвиды отсутствуют.

## Описание
T. glaucocolpa имеет длину 16 см и массу от 31 до 37 граммов. Окраска оперения преимущественно тускло-серо-зелёная; снизу светлее, чем сверху. Брюхо и грудь бледно-серые с сине-зёленым оттенком, низ живота и анальная область контрастно-белые. Различий между самцом и самкой в оперении нет. Радужная оболочка тёмно-коричневая, а ноги и клюв серые.